# 631-й истребительный авиационный полк ПВО
631-й истребительный авиационный полк ПВО (631-й иап ПВО) — воинская часть истребительной авиации ПВО, принимавшая участие в боевых действиях Великой Отечественной войны.

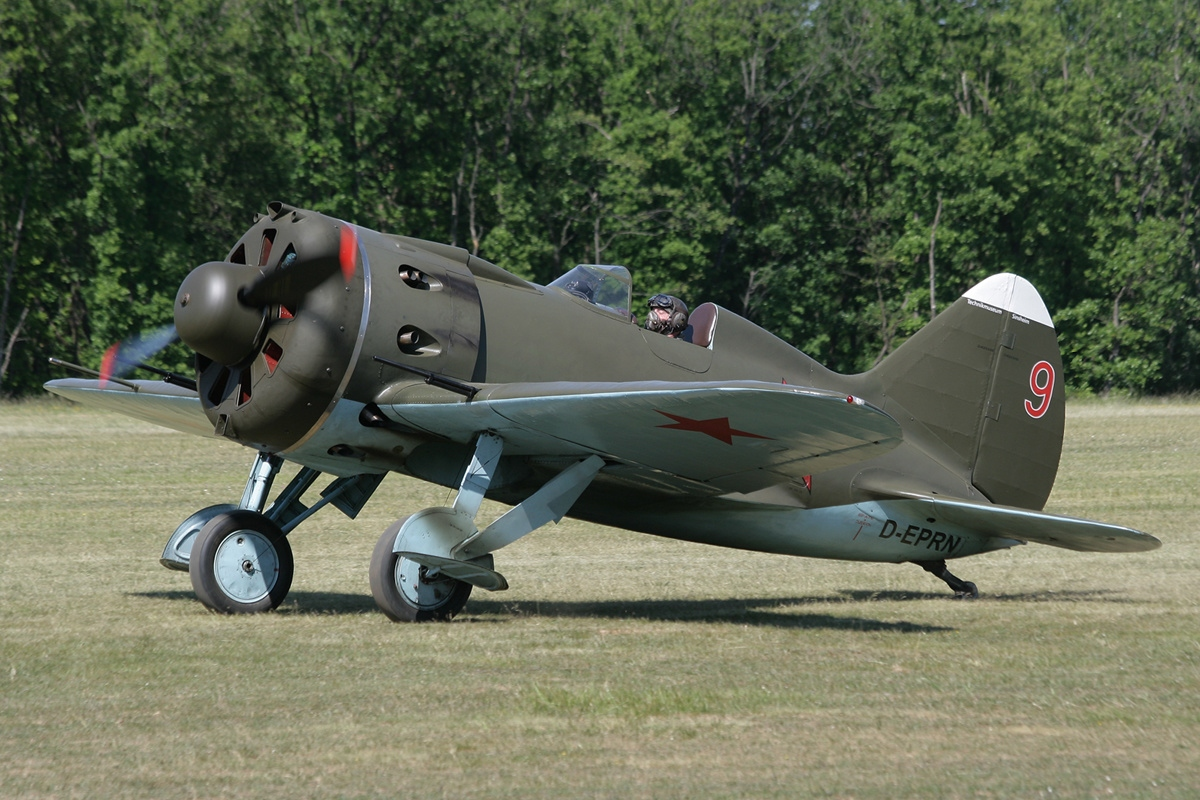
Самолёт И-16. Такими самолётами полк был вооружён при формировании.

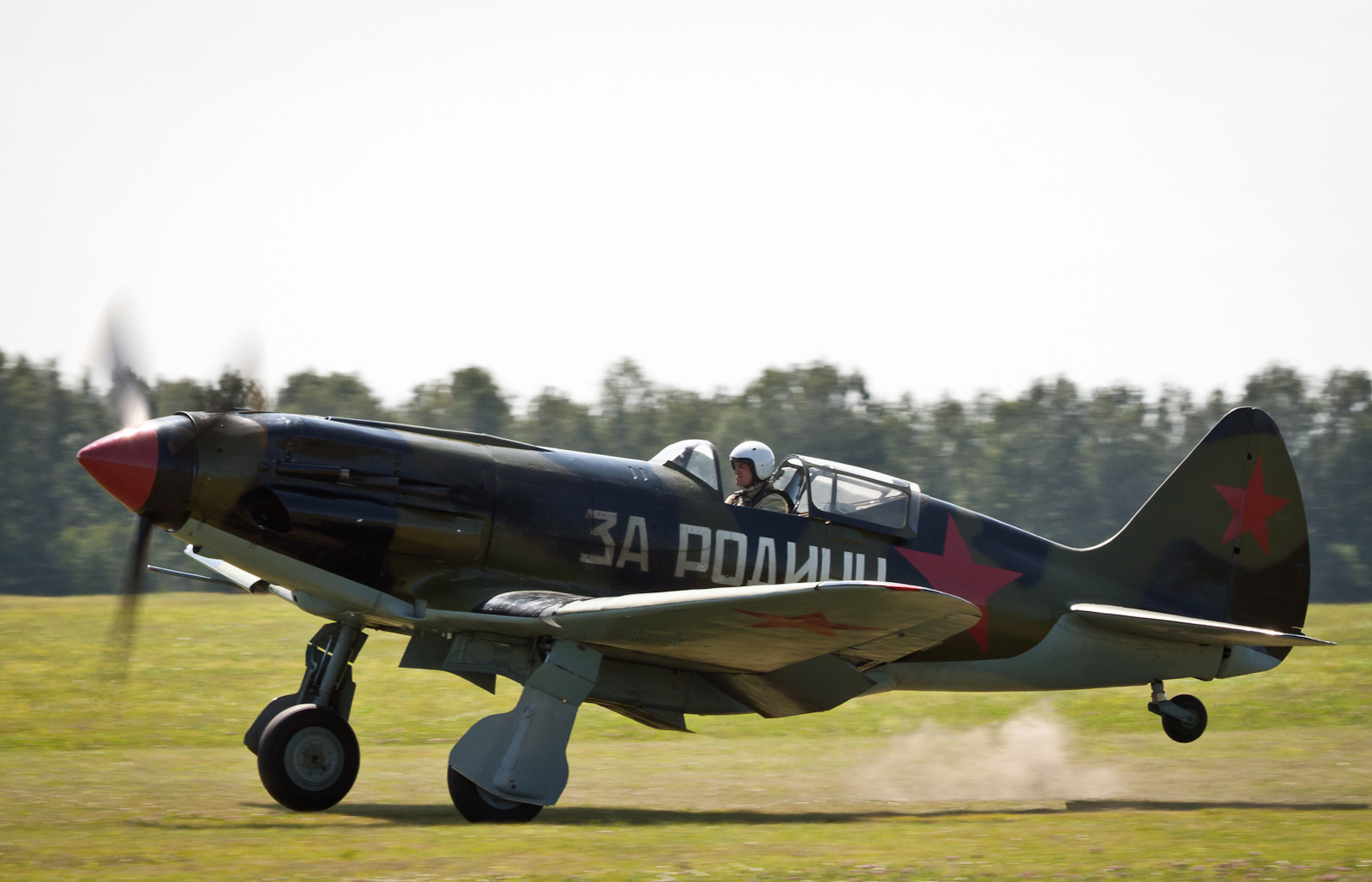
Самолётами МиГ-3 полк пополнен осенью 1942 года.

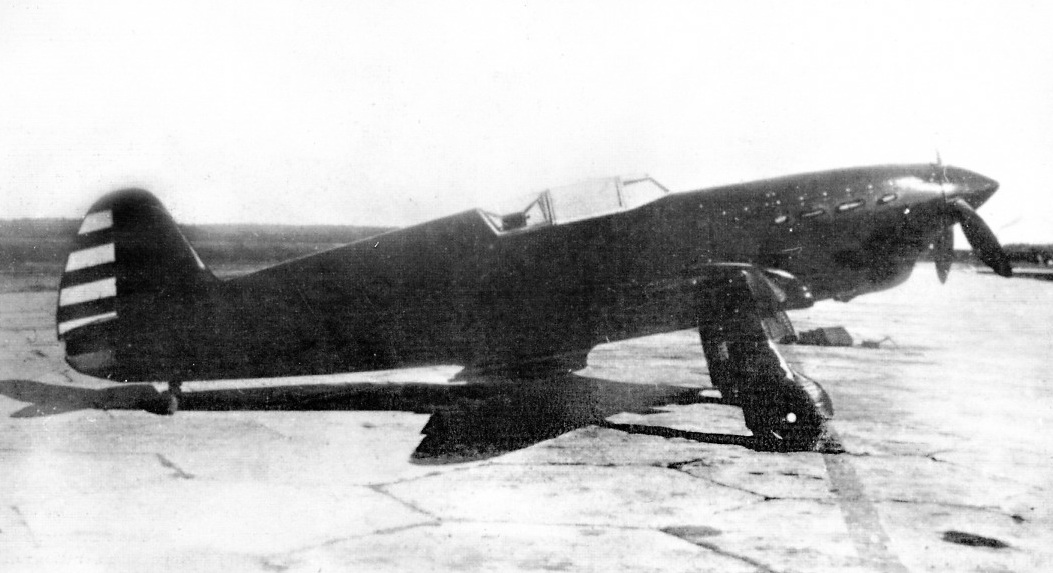
Самолётами Як-1 полк пополнен осенью 1942 года.

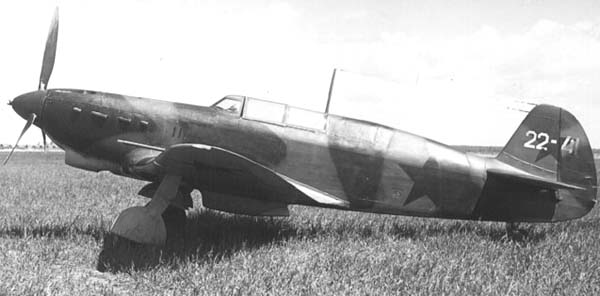
Самолётами Як-7б полк пополнен летом 1944 года.

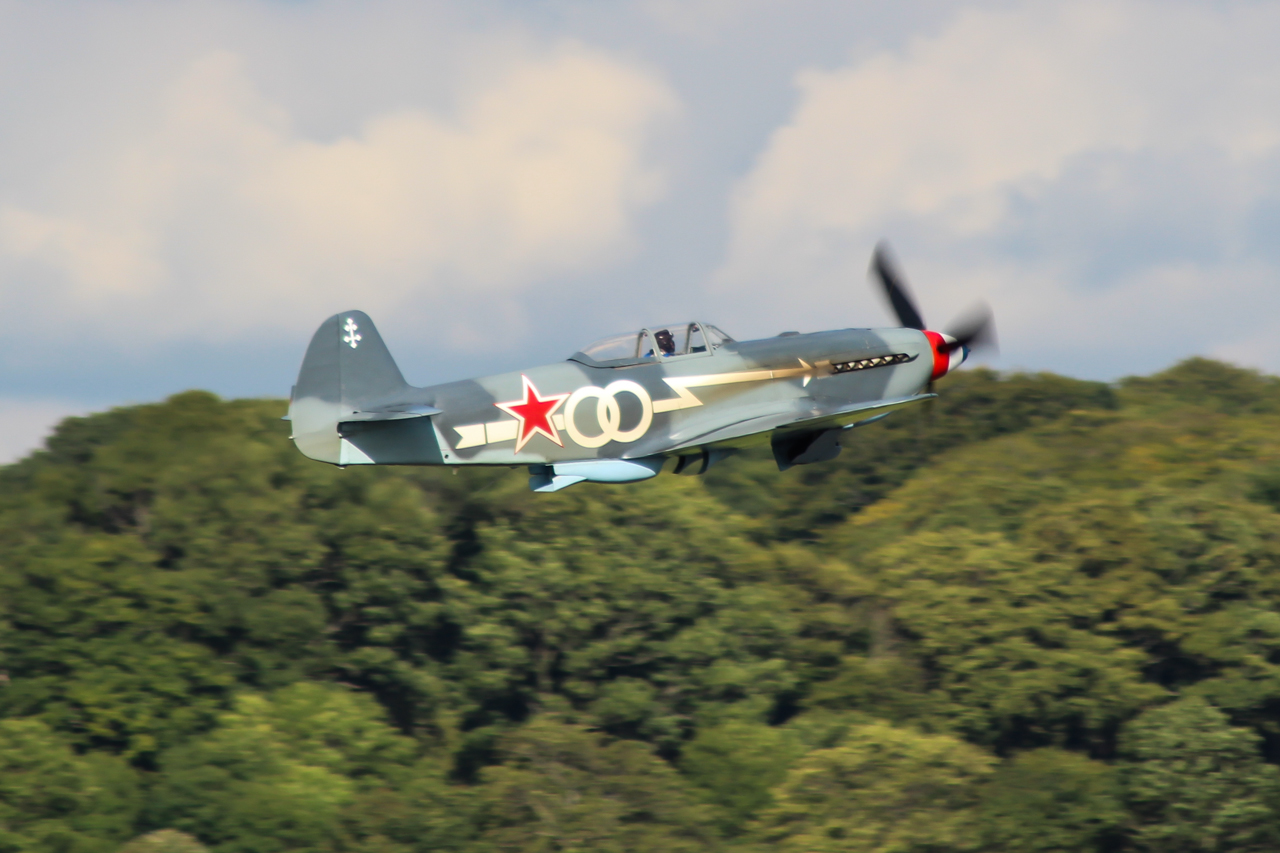
Самолётами Як-9 полк пополнен летом 1944 года.

## Наименования полка
- 631-й истребительный авиационный полк[1][2].
- 631-й истребительный авиационный полк ПВО[1][2];
- Войсковая часть (полевая почта) 21981[1][2].

## История и боевой путь полка
631-й истребительный авиационный полк сформирован в период с 8 по 17 ноября 1941 года при Борисоглебской военной авиационной школе пилотов по штату 015/174 на самолётах И-16. С 9 ноября полк входил в состав ВВС Орловского военного округа и базировался на аэродроме Борисоглебск.
С 1 декабря полк базировался в городе Куйбышев (ныне Самара) и входил в состав 141-й истребительной авиадивизии ПВО. С 15 августа полк вёл боевую работу в составе 141-й истребительной авиадивизии ПВО Куйбышевского района ПВО на самолётах И-16. С 10 по 21 сентября группа в составе 5 лётчиков полка под командованием командира 1-й эскадрильи лейтенанта Штырова действовала в оперативном подчинении штаба 629-го истребительного авиационного полка 102-й истребительной авиадивизии ПВО Сталинградского района ПВО. В октябре 1942 года полк пополнен истребителями МиГ-3 и Як-1.
С 29 июня 1943 года полк вместе со 141-й истребительной авиадивизией ПВО Куйбышевского района ПВО вошёл в состав войск вновь образованного Восточного фронта ПВО. 28 октября 1943 года полк перебазировался в Саратов и вошёл в состав 144-й истребительной авиадивизии ПВО Саратовско-Балашовского района ПВО Восточного фронта ПВО. Боевой работы не вёл.
18 ноября 1943 года полк переформирован по штату 015/325. 24 мая 1944 года полк возвращён в состав 141-й истребительной авиадивизии ПВО. С 6 июня 1944 года полк вёл боевую работу в составе 141-й истребительной авиадивизии ПВО 8-го корпуса ПВО Южного фронта ПВО на самолётах Як-1, Як-7б и Як-9.
Первая (и единственная) известная воздушная победа полка в Отечественной войне одержана 10 июля 1944 года: младший лейтенант Лебедев Г. П. в воздушном бою в районе Городище таранным ударом сбил немецкий бомбардировщик Junkers Ju 88.
28 июля 1944 года полк из 141-й истребительной авиадивизии ПВО передан в состав 10-го истребительного авиакорпуса ПВО 8-го корпуса ПВО Южного фронта ПВО. 22 августа 1944 года полк исключён из действующей армии. До конца войны полк был в составе 10-го истребительного авиакорпуса ПВО, базировался на аэродромах Секирчицы (15 км северо-восточнее города Самбор) и Цунюв. Полк выполнял задачи прикрытия войск и тыла 4-го Украинского фронта, военно-промышленных объектов города Львов из положения дежурства на аэродроме.
День Победы 9 мая 1945 года полк встретил на аэродроме Штроппендорф в Польше в составе 310-й истребительной авиадивизии ПВО (передан в оперативное подчинение 26 апреля 1945 года).
Всего в составе действующей армии полк находился: с 15 ноября 1941 года по 17 декабря 1942 года и с 6 июня 1944 года по 28 августа 1944 года.
Всего за годы войны полком:
- Совершено боевых вылетов — есть данные только о 116 (в 1942 г.).
- Сбито самолётов противника — 1 (бомбардировщик).

## Командир полка
- капитан, майор, подполковник Боровский Георгий Степанович[1], 08.11.1941 — 18.09.1944
- майор Батюк Константин Васильевич[1], 18.09.1944 — 13.06.1946

## Послевоенная история полка
После войны полк продолжал входить в состав 10-го истребительного авиакорпуса ПВО и перебазировался на аэродром Стрый. 24 января 1946 года в связи с переходом на штаты мирного времени 10-й истребительный авиационный корпус ПВО переформирован в 121-ю истребительную авиационную дивизию ПВО. А уже 5 февраля 1946 года полк передан из 121-й истребительной авиационной дивизии ПВО в состав 127-й истребительной авиационной дивизии ПВО 21-й воздушной истребительной армии ПВО Юго-Западного округа ПВО и перебазирован на аэродром Запорожье-Мокрое.
13 июня 1946 года 631-й истребительный авиационный полк на основании директивы ГШ ВС СССР № орг/3/246962 от 23.05.1946 г., директивы Командующего ИА ПВО ТС № 366478 от 28.05.1946 г., приказа Командующего 21 ВИА ПВО № 001941 от 04.06.1946 г., приказа 127 иад ПВО № 0050 от 06.06.1946 года расформирован 127-й истребительной авиационной дивизии ПВО 21-й воздушной истребительной армии ПВО Юго-Западного округа ПВО на аэродроме Запорожье-Мокрое.